# Elisha Pease
Pour les articles homonymes, voir Pease.
Elisha Marshall Pease, né le 3 janvier 1812 à Enfield (Connecticut), mort le 26 août 1883 à Lampasas (Texas), était un homme politique américain et fut gouverneur du Texas à deux reprises.

## Biographie
Après avoir commencé des études à l'Académie de Westfield dans le Massachusetts, Pease part s'installer à Mina au Texas en 1835, alors que cette région faisait encore partie du Mexique. Tout en poursuivant ses études de droit, il devient actif dans le mouvement pour l'indépendance du Texas. Après que la révolution texane a commencé, il devient secrétaire du gouvernement provisoire et coécrit la Constitution du Texas. Après que l'indépendance a été acquise, Pease est nommée contrôleur des comptes publiques.
Il se propose une première fois au titre de gouverneur en 1851 et essuie une défaite. Toutefois, lors des deux prochaines élections en 1853 et 1855, il est élu. En tant que gouverneur, il rembourse notamment la dette de l'état.
Pendant la guerre civile américaine, il se place du côté de l'Union. Après la guerre, il devient le dirigeant du Parti républicain et est réinstallé en tant que gouverneur du Texas par le général Philip Sheridan.
Elisha Pease meurt d'apoplexie en 1883 et est enterré au cimetière d'Austin.